# Archibald Hunter Arrington Williams
Archibald Hunter Arrington Williams (* 22. Oktober 1842 bei Louisburg, Franklin County, North Carolina; † 5. September 1895 in Chase City, Virginia) war ein US-amerikanischer Politiker. Zwischen 1891 und 1893 vertrat er den Bundesstaat North Carolina im US-Repräsentantenhaus.

## Werdegang
Archibald Williams war ein Neffe des Kongressabgeordneten Archibald Hunter Arrington (1809–1872). Er besuchte die öffentlichen Schulen seiner Heimat und danach das Emory College in Emory (Virginia). Während des Bürgerkrieges diente er als Soldat im Heer der Konföderation, in dem er bis zum Hauptmann aufstieg. Nach dem Krieg arbeitete Williams in der Landwirtschaft und im Handel in Oxford. Später wurde er auch im Eisenbahngeschäft tätig. Er war Planer und dann Präsident der Eisenbahngesellschaft Oxford & Henderson Railroad. Politisch wurde er Mitglied der Demokratischen Partei. Zwischen 1883 und 1885 saß er als Abgeordneter im Repräsentantenhaus von North Carolina.
Bei den Kongresswahlen des Jahres 1890 wurde Williams im fünften Wahlbezirk von North Carolina in das US-Repräsentantenhaus in Washington, D.C. gewählt, wo er am 4. März 1891 die Nachfolge von John M. Brower antrat. Da er im Jahr 1892 nicht bestätigt wurde, konnte er bis zum 3. März 1893 nur eine Legislaturperiode im Kongress absolvieren. Er starb am 5. September 1895 in Chase City und wurde in Oxford beigesetzt.